# باتريك برايس
باتريك برايس (بالإنجليزية: Patrick Brice)‏ هو كاتب سيناريو ومخرج أمريكي، ولد في 23 أبريل 1983 في غراس فالي في الولايات المتحدة.

## وصلات خارجية
- باتريك برايس على موقع IMDb (الإنجليزية)
- باتريك برايس على موقع ألو سيني (الفرنسية)
- باتريك برايس على موقع أول موفي (الإنجليزية)
- باتريك برايس على موقع قاعدة بيانات الفيلم (الإنجليزية)
- باتريك برايس على موقع كينوبويسك (الروسية)